# Everticyclamminidae
Everticyclamminidae es una familia de foraminíferos bentónicos de la superfamilia Loftusioidea, del suborden Loftusiina y del orden Loftusiida. Su rango cronoestratigráfico abarca desde el Oxfordiense superior (Jurásico superior) hasta el Cenomaniense (Cretácico superior).

## Discusión
Clasificaciones previas incluían los géneros de Everticyclamminidae en la familia Cyclamminidae, así como en el suborden Textulariina, en el orden Textulariida o en el orden Lituolida.

## Clasificación
Everticyclamminidae incluye a los siguientes géneros:
- Everticyclammina †
- Rectocyclammina †

Otros géneros considerados en Everticyclamminidae son:
- Mayncella †, aceptado como Everticyclammina
- Pseudobaculites †, aceptado como Everticyclammina